# Traduccions de la Bíblia
Les traduccions de la Bíblia arriben a les 450 llengües de forma completa i a més de 2000 llengües de forma parcial, la qual cosa converteix la Bíblia en el llibre (o conjunt de llibres) més traduït de la història. Algunes d'aquestes traduccions han estat fonamentals per al desenvolupament de les llengües i de les cultures a què es va traduir.
Les primeres traduccions bíbliques començaren durant el mateix ample període en què els llibres es varen anar redactant: el text masorètic en hebreu, els tàrgums en arameu i la traducció al grec denominada Septuaginta (segle iii aC al II aC, que es realitzà dels texts originals que componen la Bíblia hebrea del judaisme (Antic Testament per al cristianisme)). Els texts del Nou Testament foren escrits directament en grec. Aquesta versió continua sent emprada directament a bona part de la Cristiandat oriental (Església Ortodoxa), a més de les traduccions de la Bíblia de les llengües eslaves (des de la de Ciril i Metodi, 863) i d'altres en diferents àmbits lingüístics, algunes de les quals es compten entre les més antigues (el Diatessaron de Tatià en siríac, ca. 170, traduccions coptes, etíops, el Còdex Argenteus del got Úlfila, segle vi, etc.).
Tot i que hi ha traduccions anteriors (les anomenades Vetus Llatina), la traducció al llatí de Sant Jeroni (denominada Vulgata, 382 dC) fou la dominant en la Cristiandat occidental fins a la reforma protestant (segle XVI), i continuà essent-ho en el Catolicisme fins a l'edat contemporània. La crítica filològica de l'humanisme cercava l'obtenció de traduccions depurades (Bíblia Poliglota Complutense impulsada pel cardenal Cisneros, 1514-1522; Textus Receptus iniciat per Erasme de Rotterdam, 1516-1522, continuat per Théodore de Bèze, 1565-1604; Bíblia Poliglota d'Anvers, de Benito Arias Montano, 1568-1572, etc.).
Coincidint amb l'edat d'or de l'islam (segles VIII al XIII) hi hagué traduccions de la Bíblia a l'àrab tant a l'Orient Pròxim com a l'Al-Àndalus (realitzades per mossàrabs).
A finals de l'edat mitjana ja havien aparegut traduccions totals o parcials de la Bíblia a les llengües vulgars llatines i germàniques. Les primeres traduccions de la Bíblia al català, denominada Bíblia de Montjuïc (patrocinada per Alfons el Franc), daten del 1287. La Bíblia Valenciana (de Bonifaci Ferrer, començaments del segle xv) fou una de les primeres traduccions totals de la Bíblia en llengua catalana. El 1471 ja aparegué una Bíblia en italià (traducció de Nicolò Malermi). Una de les traduccions més transcendents, emperò, fou la de la Bíblia a l'alemany de Martí Luter entre els anys 1521 i 1534. Entre les traduccions a l'anglès hi ha una Bíblia de Tyndale datada del 1536 i una de King James del 1611.

## Història

### Traduccions i edicions de la Bíblia hebrea
Algunes de les primeres traduccions de la Torà jueva es realitzaren durant el primer exili a Babilònia, quan l'arameu es convertí en la lingua franca dels jueus. Atès que moltes persones parlaven només en arameu i no entenien l'hebreu, es crearen els tàrgums per permetre que les persones comunes poguessin comprendre la Torà quan era llegida a les sinagogues jueves.
La Tanakh estava escrita en la seva major part en hebreu bíblic, amb alguns trossos (sobretot el Llibre de Daniel i el Llibre d'Esdres) en arameu bíblic.
D'altres traduccions jueves antigues, tals com els tàrgums en arameu, segueixen de prop el text masorètic de la Bíblia hebrea, i totes les traduccions jueves medievals i modernes es basen en la mateixa font.
El moviment més difós per traduir llibres de la Bíblia aparegué al segle iii per traduir llibres que es remuntaven al segle iii aC. La majoria de la Tanakh existia en hebreu, però molts jueus vivien a Egipte, on Alexandre el Gran havia fundat Alexandria. En certa època, un terç de la població d'aquesta ciutat eren jueus hel·lens. Tanmateix, no s'intentà realitzar cap traducció de rellevància (atès que la majoria dels jueus continuaven parlant en arameu entre ells) fins que Ptolemeu II Filadelf contractà un gran grup de jueus (entre 15 i 72 segons diferents fonts) que posseïen un domini fluid del grec koiné i de l'hebreu. Aquestes persones varen realitzar la traducció coneguda com a Septuaginta.
Des del 800 fins al 1400, estudiosos jueus actualment denominats masoretes compararen els texts de tots els manuscrits bíblics coneguts en un esforç per crear un text únic estandarditzat. Com a resultat d'aquell esforç, aparegueren una sèrie de texts molt semblants, tots els quals són denominats texts masorètics. Els masoretes també afegiren punts vocals al text (anomenats niqud), atès que el text original només contenia consonants. Aquest procés de vegades requeria l'elecció d'una denominada interpretació, atès que algunes paraules només es diferenciaven per les seves vocals. A l'antiguitat, hi havia diverses lectures o interpretacions en hebreu, algunes de les quals han sobreviscut en el Pentateuc Samarità, els manuscrits de la mar Morta i altres fragments antics, a més d'existir referències a elles en versions antigues en altres llengües.
Els jueus també varen escriure traduccions no literals o parafrasejades denominades tàrgums, sobretot en arameu. Sovint estenien i elaboraven el text amb detalls addicionals presos de la traducció oral rabínica.

### Traduccions primitives al grec i al llatí
A l'obra Hexapla d'Orígenes es presenten de forma comparativa sis versions de l'Antic Testament, inclosa la traducció grega del segle ii d'Aquila de Sinop i de Símac l'Ebionita. Aquesta elaboració eclèctica de la Septuaginta tingué una influència significativa en el text de l'Antic Testament en diversos manuscrits importants. La Bíblia Cristiana canònica fou establerta formalment pel bisbe Ciril de Jerusalem el 350 (tot i que de fet ja havia estat acceptada per l'Església), essent confirmada al Sínode de Laodicea el 363 dC (ambdues no incloïen l'Apocalipsi), i posteriorment promulgada per Sant Atanasi d'Alexandria el 367 dC (amb l'afegit de l'Apocalipsi), i la traducció al llatí denominada Vulgata de Jeroni d'Estridó es remunta al 382 i 420 dC. Les traduccions al llatí anteriors a Jeroni són denominades de forma genèrica com Vetus Llatina.
La primera de totes les traduccions de la Bíblia hebrea al grec fou la denominada Septuaginta, que després es convertí en el text acceptat de l'Antic Testament a l'Església i la base dels seus cànons. La denominada Vulgata en llatí realitzada per Jeroni estava basada en la versió en hebreu d'aquells llibres de la Bíblia que s'havien conservat al cànon jueu (tal com es presentaven en el text masorètic), i del text grec dels llibres deuterocanònics.
Les traduccions cristianes també tendien a basar-se en la versió en hebreu, tot i que algunes preferien la Septuaginta (o poden presentar cites alternatives d'ambdues). Les traduccions de la Bíblia que incorporen crítiques textuals modernes generalment comencen amb el text masorètic, però també tenen en compte variants de totes les versions antigues disponibles. El Textus Receptus del Nou Testament cristià es troba en grec koiné, i gairebé totes les traduccions estan basades en un text grec.
Durant els segles II i III aC la Torà fou traduïda al grec koiné, i durant el segle següent, d'altres llibres hi foren també traduïts. Aquesta traducció es denominà la Septuaginta. Tanmateix, no fou fins a l'època de Sant Agustí d'Hipona (354-430 dC) que la traducció grega de les escriptures jueves passà a ser coneguda pel terme en llatí Septuaginta.
Jeroni començà revisant les primeres traduccions llatines, però acabà retraient-se a l'original grec, saltant-se totes les traduccions, i retornant a l'hebreu original cada cop que pogué en comptes d'emprar la Septuaginta. Al segle iv Úlfila traduí el Nou Testament al gòtic. Al segle v, Mesrop traduí la Bíblia a l'armeni. De la mateixa època són les traduccions siríaca, copta, etíop i georgiana.
El 331 dC, l'emperador Constantí encarregà a Eusebi que produís cinquanta Bíblies per a l'Església de Constantinoble. Sant Atanasi d'Alexandria escrigué que uns 340 escribes alexandrins prepararen Bíblies per a l'emperador Constantí. Poc més se'n sap, tot i que abunden les especulacions. Per exemple, s'especula que això pogué haver servit de motivació per a les llistes de cànons, i el Còdex Vaticanus, el Còdex Sinaiticus i el Còdex Alexandrinus són exemples d'aquestes Bíblies. Juntament amb Peixitta, aquestes són les Bíblies cristianes disponibles més antigues.

## Galeria d'imatges

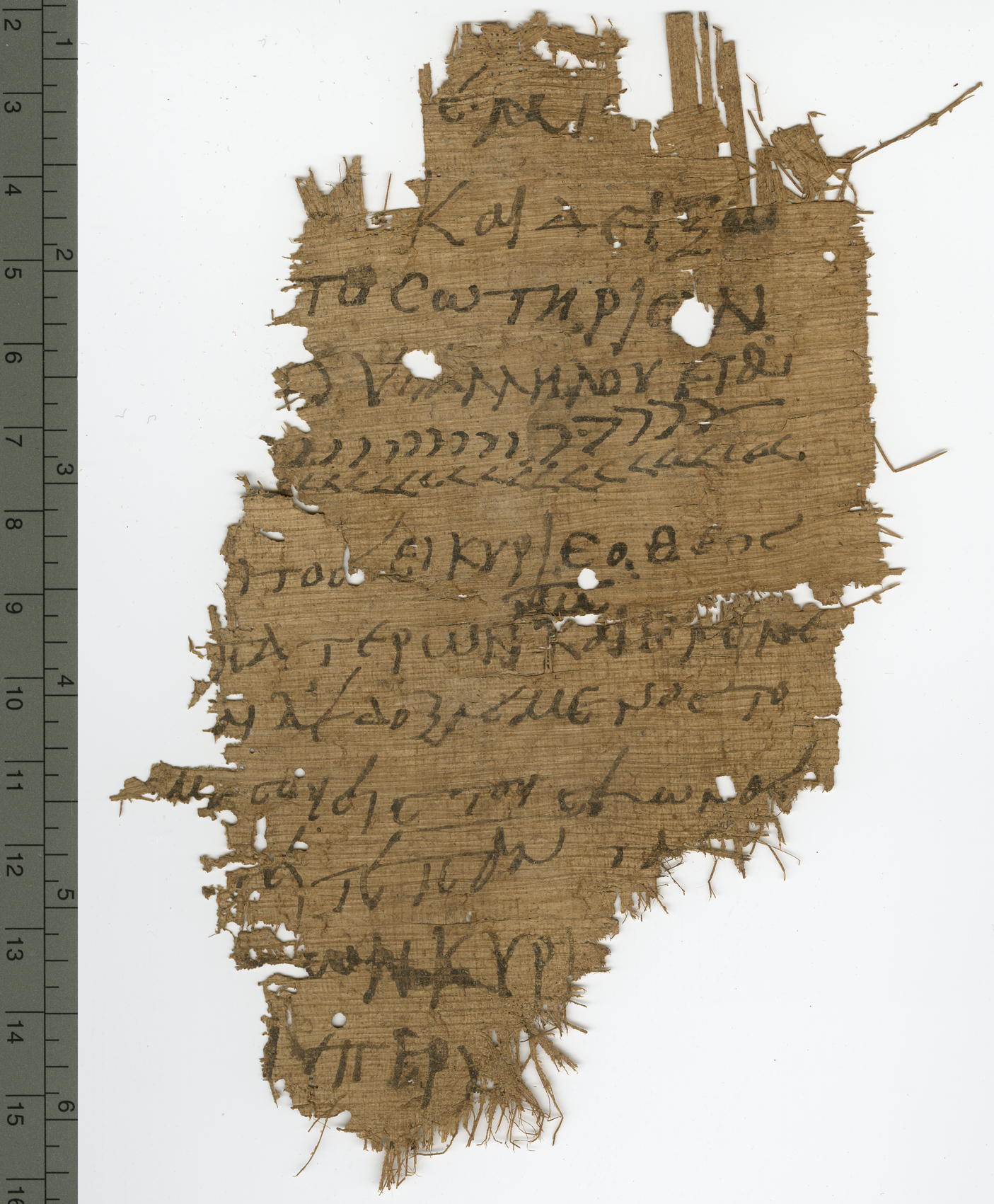
Salm 90 traduït al grec de la Septuaginta en un dels papirs d'Oxirinc (ca. 450).
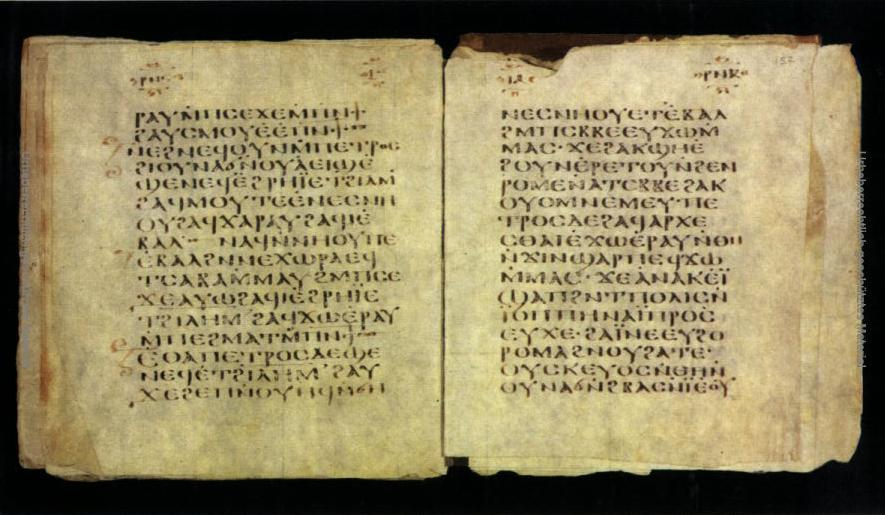
Codex Glazier, en copte, segle IV o V.
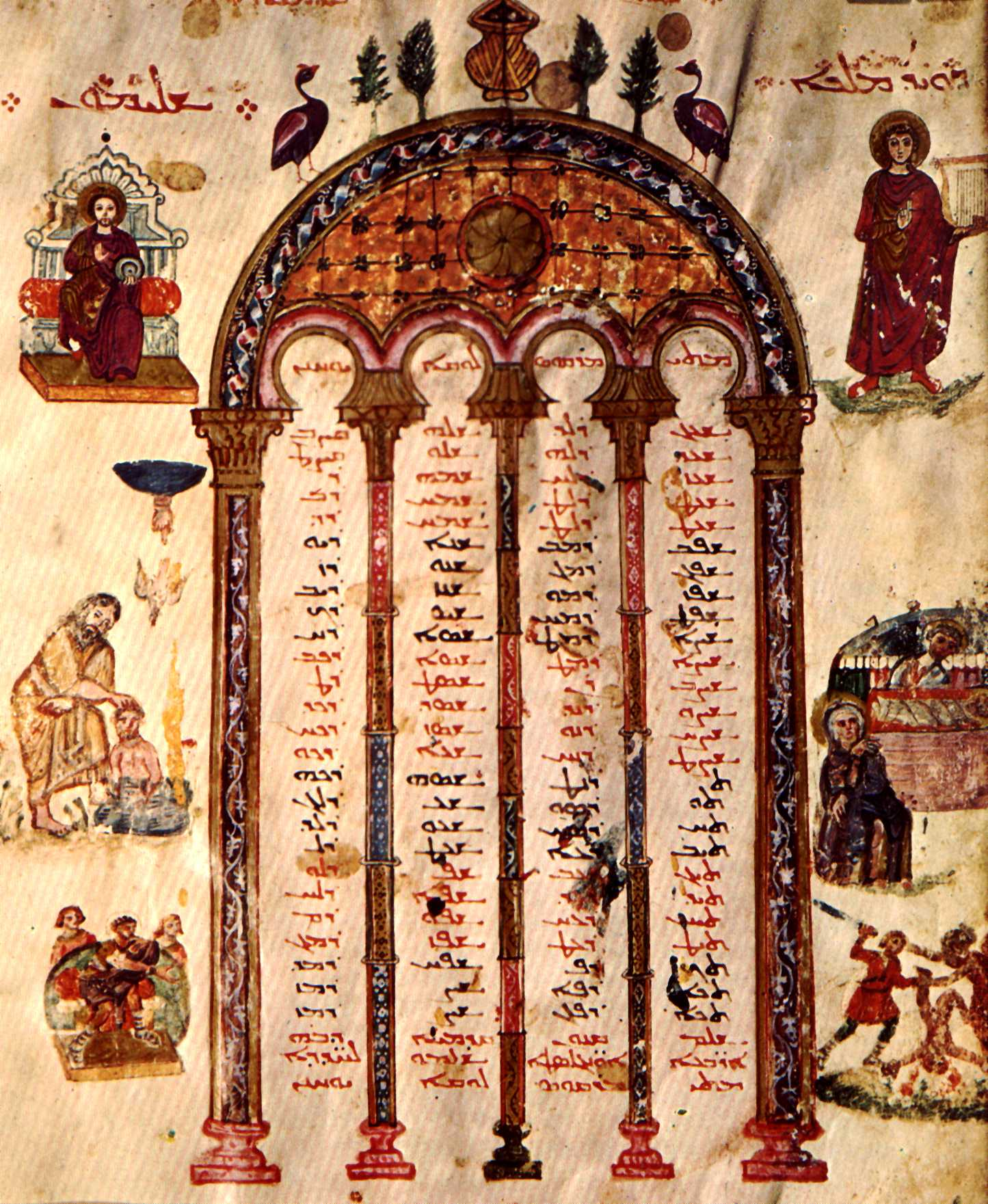
Cànons eusebians de l'Evangeliari Rabbula, en siríac, segle vi.
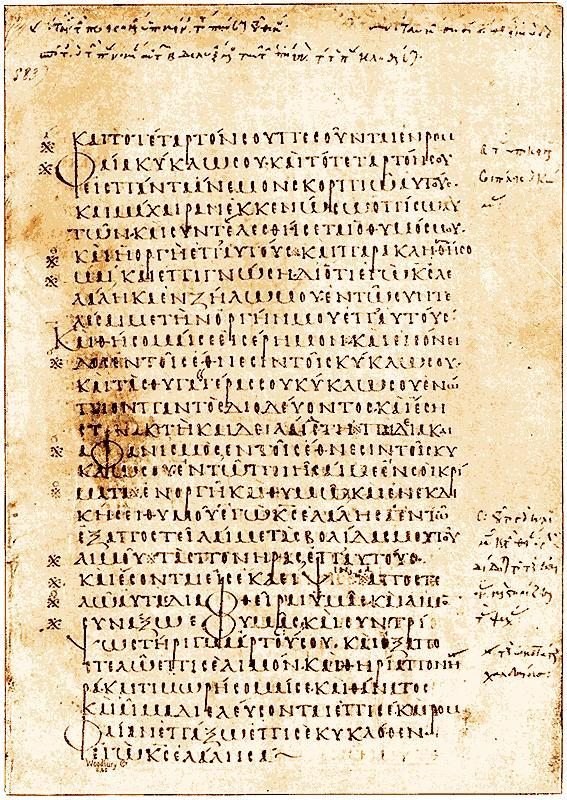
Còdex Marchalianus, en grec, segle vi.
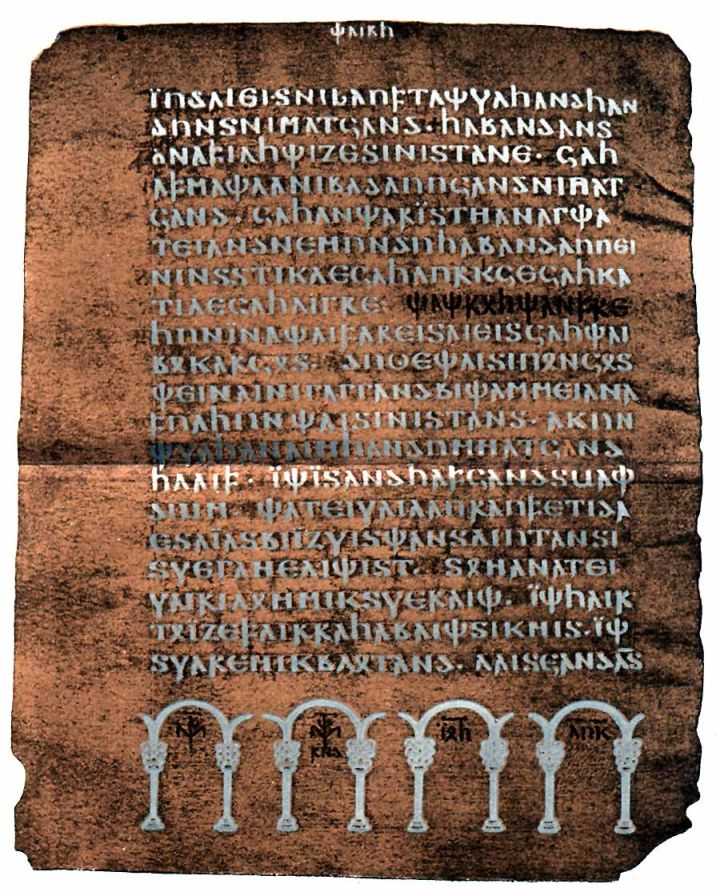
Còdex Argenteus, en gòtic, segle vi.
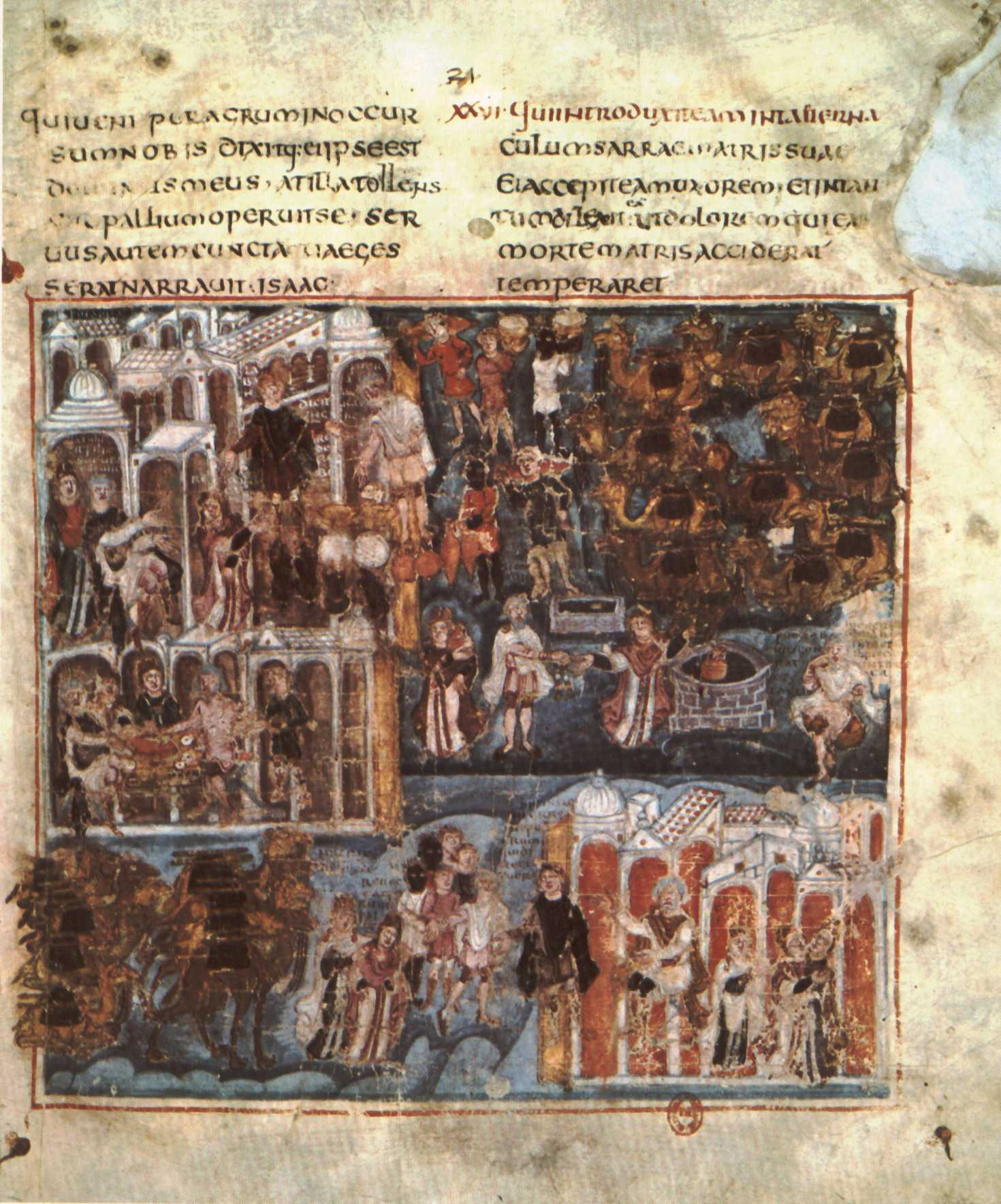
Pentateuc de Tours, en grec, segle VII.
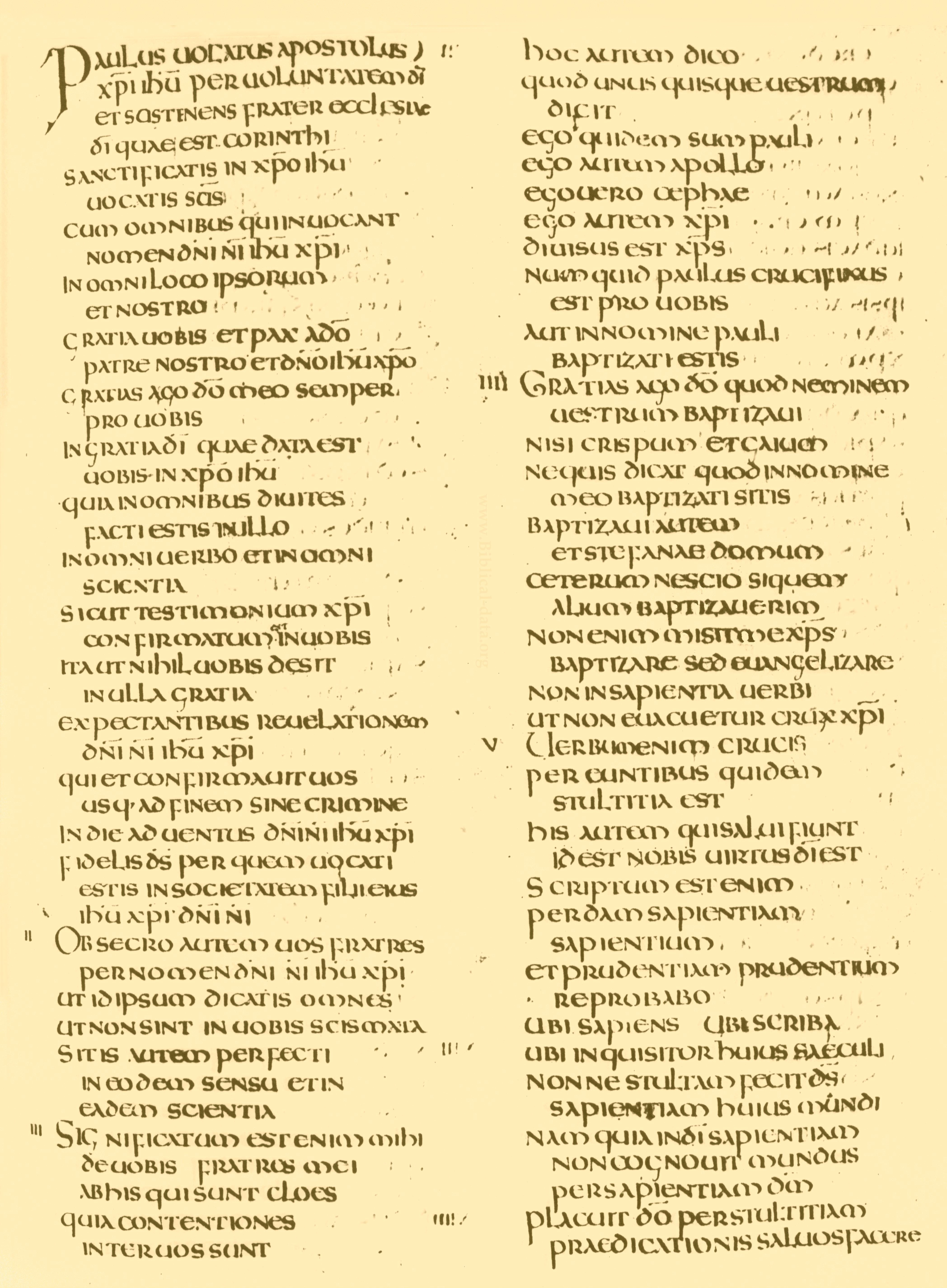
Codex Amiatinus de la Vulgata, segle viii.
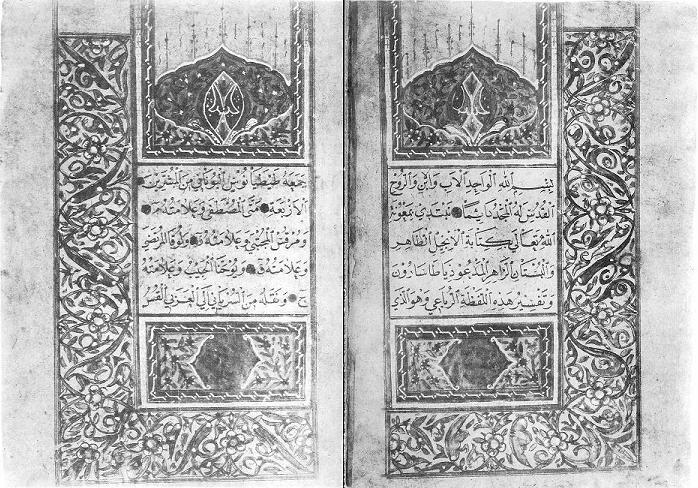
Traducció a l'àrab del Diatessaron siríac, segle xi.
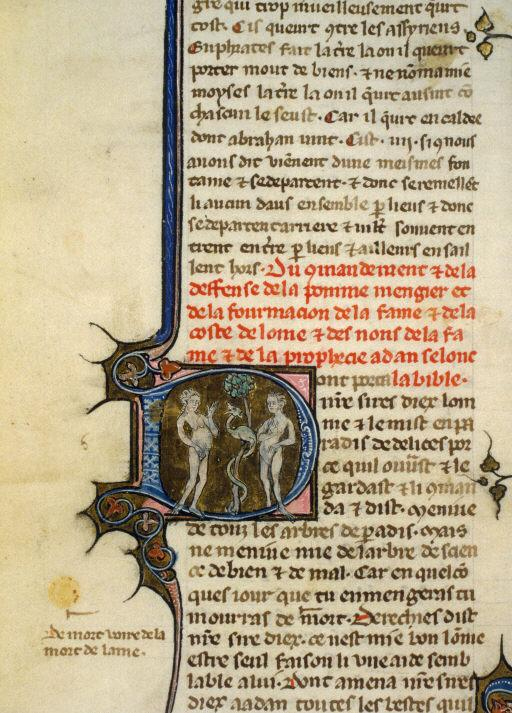
Bible Historiale, en francès, ca. 1350.
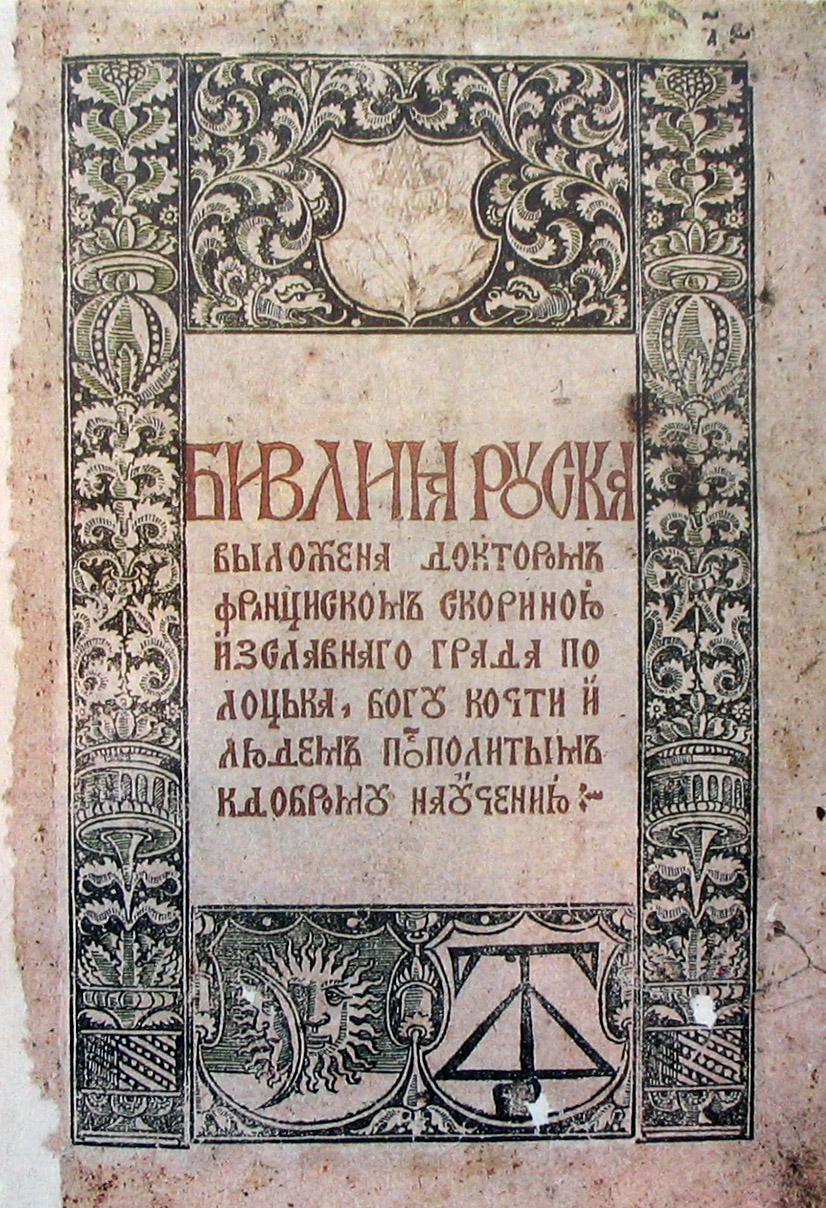
Bíblia eslava de Francysk Skaryna, 1517.
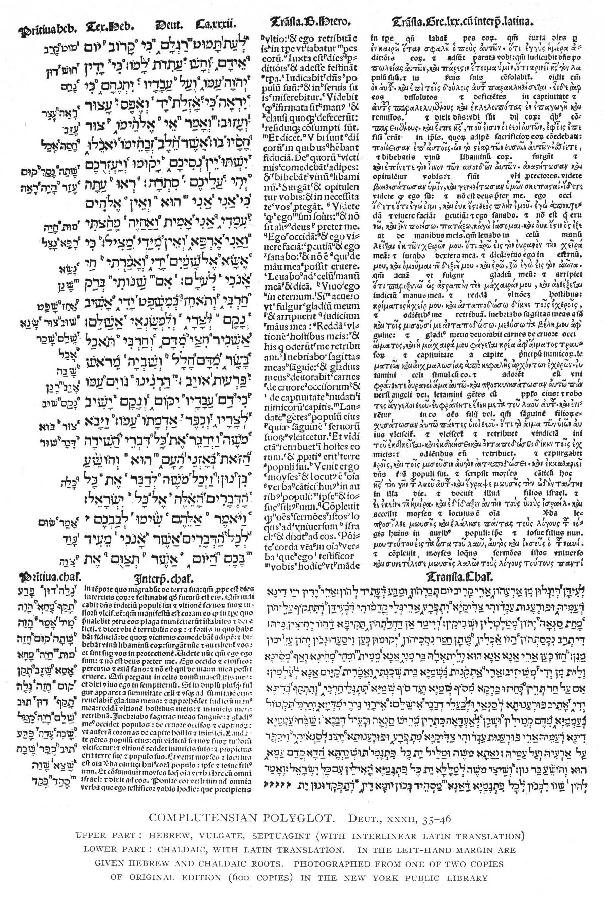
Bíblia Poliglota Complutense, 1522.
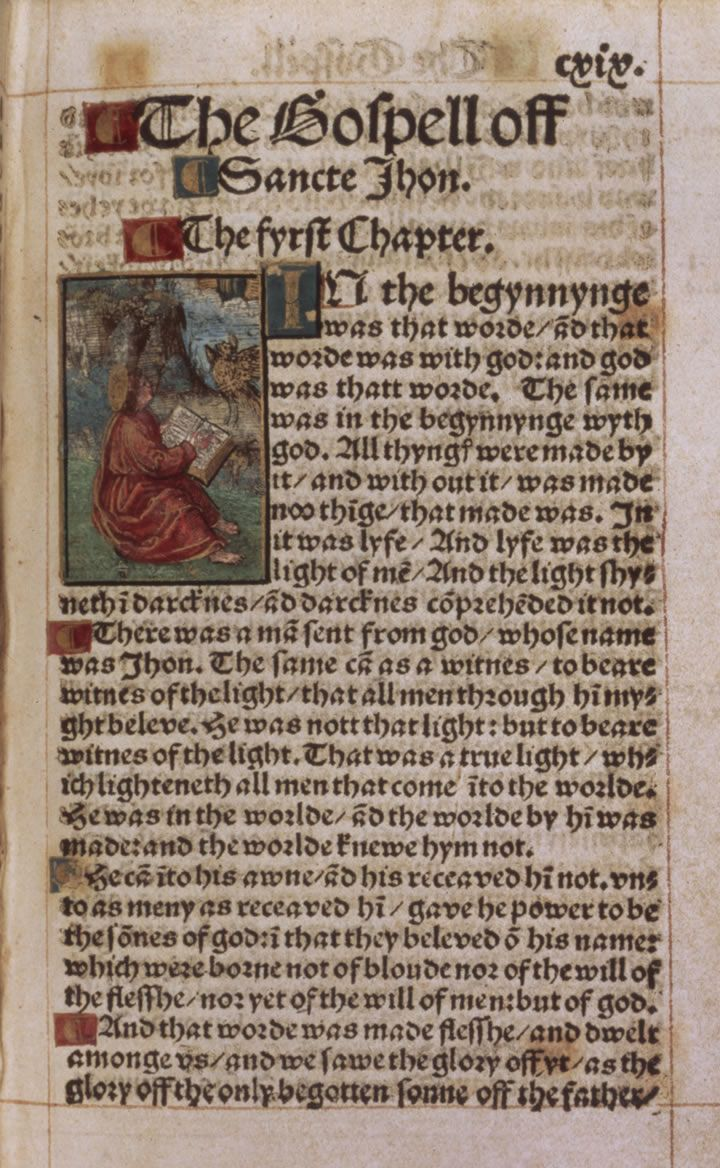
Biblia Tyndalle, 1526.
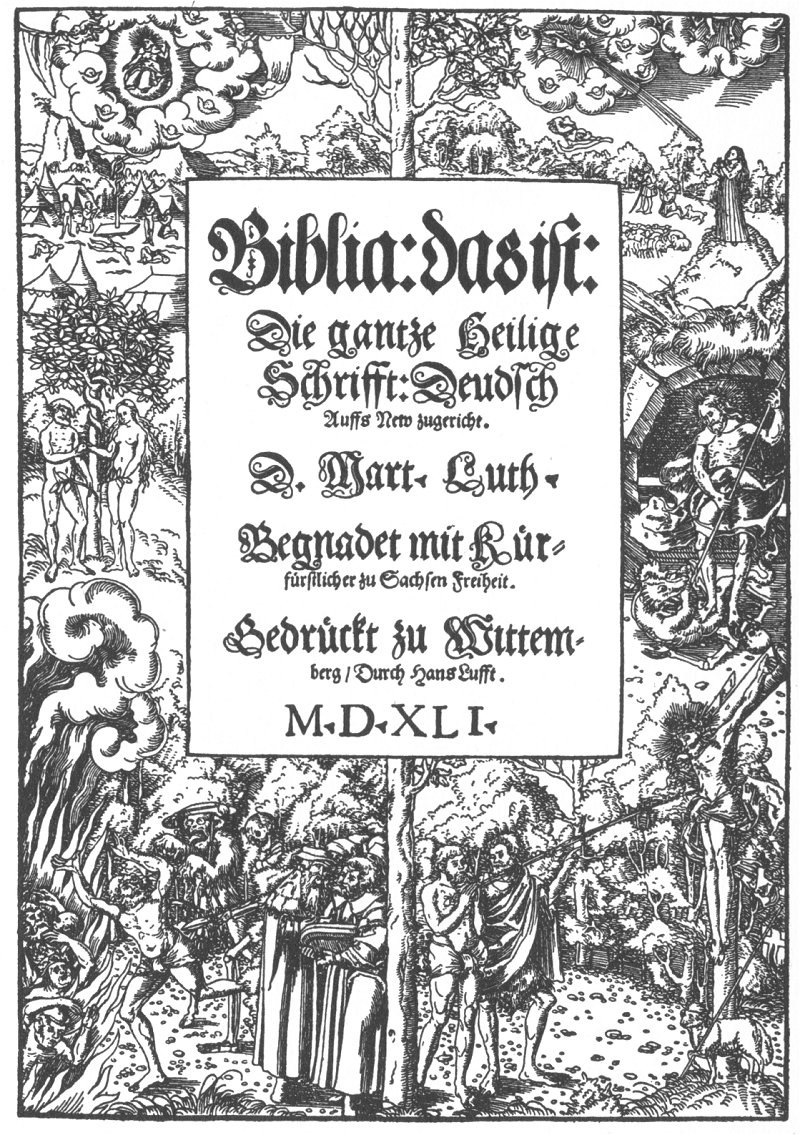
Bíblia de Luter, 1541.
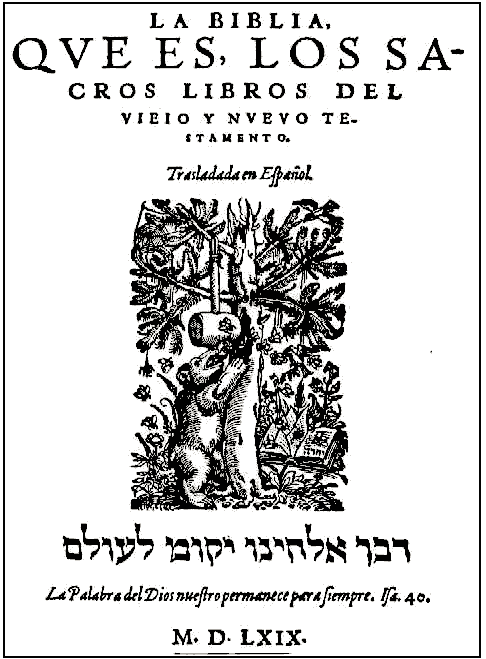
Bíblia de l'Ós, de Casiodoro de Reina, 1569.
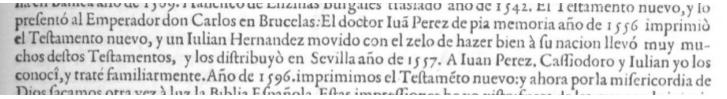
Bíblia del càntir, de Cebrià de Valera, 1602.
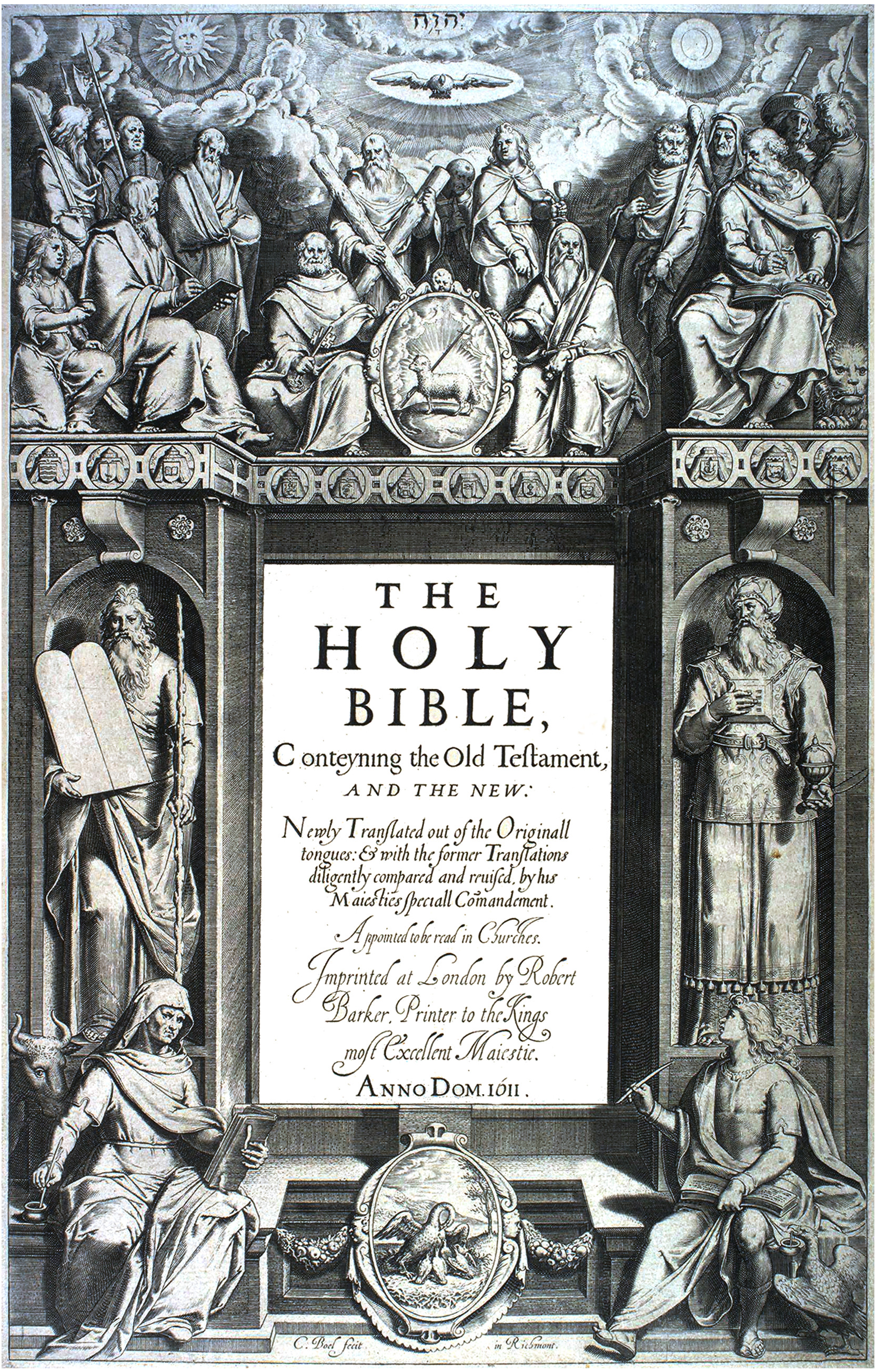
King James (Bíblia del rei Jacob), 1611.
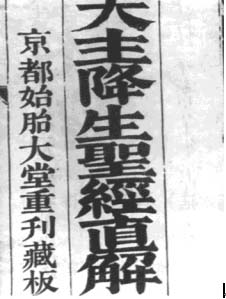
Traducció parcial de la Bíblia al xinès del jesuïta portuguès Emmanuel Díaz, 1636.
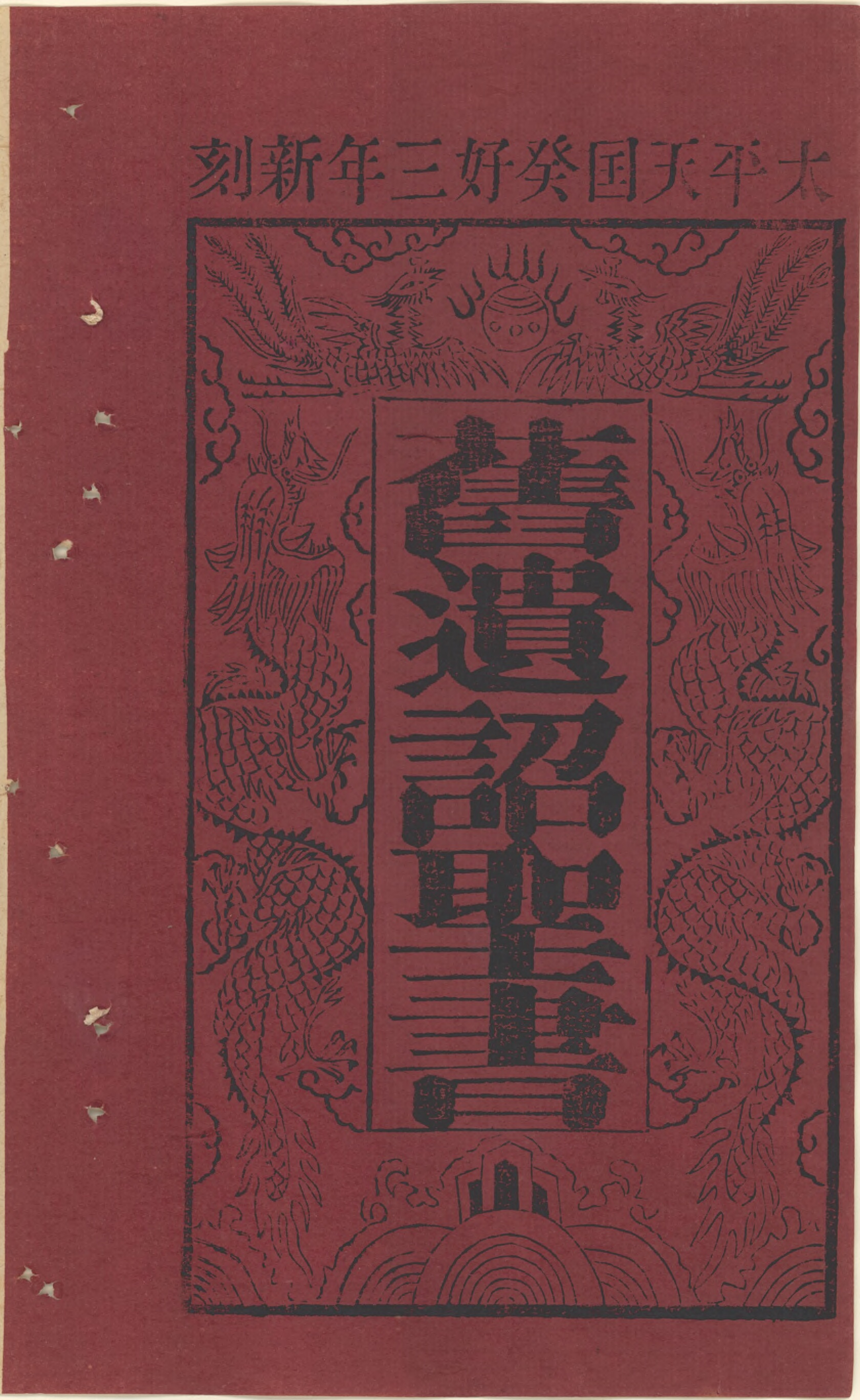
Bíblia en xinès clàssic, 1853.
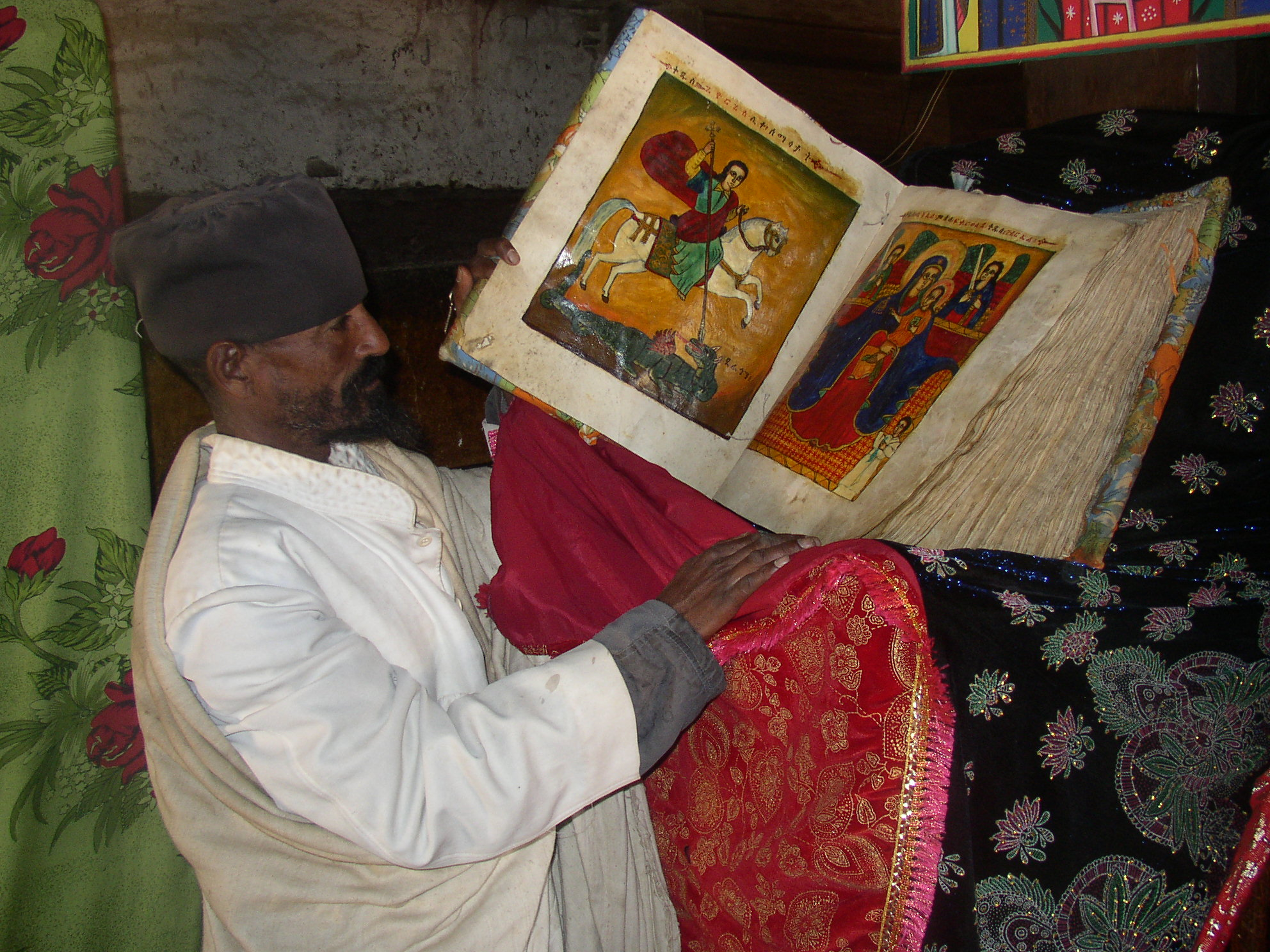
Monjo etíop amb una Bíblia il·lustrada.